# Llibre de les dones (Eiximenis)

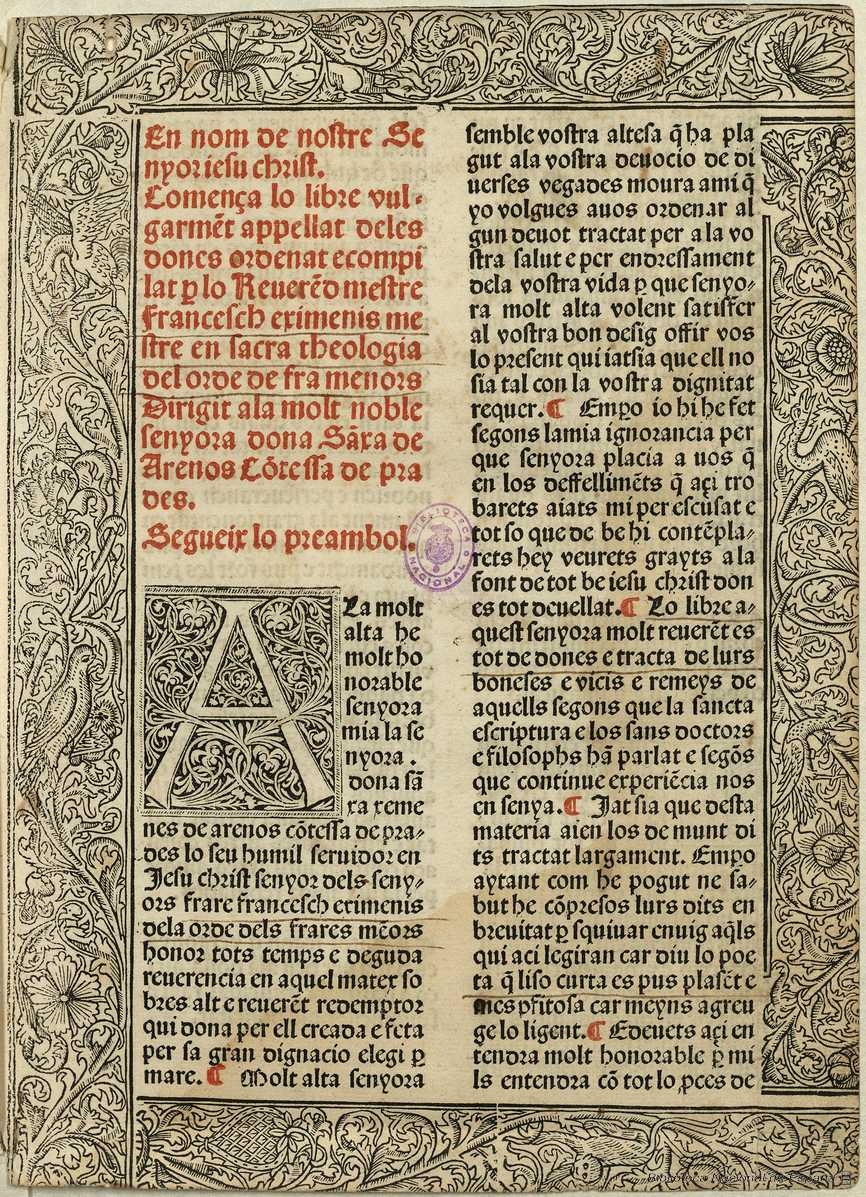
Inicio de la edición incunable del Llibre de les Dones de Francesc Eiximenis impresa en Barcelona en 1495.

El Llibre de les Dones (Libro de las mujeres) es un libro escrito posiblemente entre 1387 y 1392 por Francesc Eiximenis en catalán y dedicado a Sança Eiximenis d'Arenós, condesa de Prades.
En cuanto a la fecha de composición, ha habido cierta discrepancia, ya que otros estudiosos, como el padre Martí de Barcelona, OFM Cap, fecha la obra hacia 1396. Curt Wittlin se inclina no obstante a fechar la obra entre 1387 y 1392 sobre la base de dos factores. En primer lugar, en este libro trata de manera abreviada materias de las que iba a tratar en otros libros no escritos de Lo Crestià. Cabe pensar, pues, que aprovechó la ocasión de escribirlo para utilizar estos materiales que ya tenía preparados. En segundo lugar, en este libro hay muchísimas referencias a los ángeles. Como astutamente indica el profesor Wittlin, el hecho de que haga tantas referencias a este tema se explica porque Eiximenis seguramente ya tenía in mente la composición de su siguiente obra, el Llibre dels àngels (Libro de los ángeles), dedicada a este tema, y escrito en 1392.

## Estructuración y contenido
El libro consta de trescientos noventa y seis capítulos, divididos en cinco partes, después de una introducción general. Estas cinco partes corresponden a los diversos estados de la mujer: niña, doncella, casada, viuda y monja. 

### Educación de la mujer según directrices medievales
El libro, en los capítulos iniciales, pretende ser un manual de instrucción de mujeres, parecido a otros que se estilaban en su tiempo. Parece influido aquí por otros compendios de esta clase, como De eruditione filiorum nobilium (Sobre la erudición de los hijos de los nobles) (circa 1250), de Vincent de Beauvais, OP, que influyó mucho en toda la Edad Media ya que daba directrices básicas para la educación femenina.

### Volúmenes no escritos deLo Crestià
La parte final, no obstante, la dedicada a las monjas, que es la más extensa, es un pequeño compendio de teología, donde queda bien clara la finalidad divulgadora y al mismo tiempo catequizadora de la obra eiximeniana. Es en esta parte donde Eiximenis junta buena parte de materiales (aunque sean a nivel elemental y esquemático), destinados sin duda a volúmenes no escritos de Lo Crestià. De esta manera, trata de las virtudes teologales (sobre las que había de tratar el Cinquè, o quinto volumen), las virtudes cardinales (sobre las que había de tratar el Sisè, o sexto volumen), y sobre el Decálogo (sobre el que había de tratar el Setè, o séptimo volumen). 
De otras materias que aparecen en este libro de manera dispersa debían de haber tratado igualmente otros volúmenes no escritos de Lo Crestià. Nos referimos al matrimonio y a la penitencia (recordemos que el Desè, o décimo volumen, debía de haber tratado sobre los sacramentos), los votos religiosos y la contemplación (el Onzè, o undécimo volumen, debía de haber tratado al estamento eclesiástico) o a los capítulos finales, que tratan sobre temas escatológicos (el Tretzè, o tridécimo volumen, debía de haber tratado sobre Escatología y el fin del mundo, y el premio o castigo que recibirán las personas entonces, según la mentalidad medieval.
Así mismo, vuelve a tratar de manera resumida temas de los que ya había hablado en el Terç (Tercer volumen de Lo Crestià), como por ejemplo de los siete pecados capitales y de los cinco sentidos corporales.

## Traducciones al castellano
De este libro se hicieron muchas traducciones al castellano, e incluso se utilizó en la educación de las cuatro hijas de los Reyes Católicos.
Se hizo, así mismo, una adaptación, de autor hoy por hoy desconocido, con algunos retoques, también en lengua castellana, publicada en 1542, conocida con el nombre de Carro de las Donas.

## Ediciones digitales

### Incunables
- Edición en la Biblioteca Digital Hispánica de la edición incunable impresa por Joan Rosembach (Barcelona, 8 de mayo de 1495).[7]

### Ediciones antiguas
- Archivado el 15 de julio de 2019 en Wayback Machine. Edición en Somni (Colección digitalizada del fondo antiguo de la Universidad de Valencia) de la edición del Carro de las Donas hecha por Juan de Villaquigrán en Valladolid en 1542.

### Ediciones modernas
- Edición del Llibre de les dones (Barcelona. Curial Edicions Catalanes. 1981. XXXVII+620. Introducción de Curt Wittlin). Tesis doctoral de Franck Naccarato dirigida por Joan Coromines leída en la Universidad de Chicago en 1965.

### ElLlibre de les donesdentro las obras completason line
- Obras completas de Francesc Eiximenis (en catalán y en latín) Archivado el 2 de abril de 2012 en Wayback Machine..